# Máster de grabación
Un máster de grabación es una grabación sonora original de la que se hacen las copias editadas. Cuando la grabación se hace en una cinta magnética, la cinta original se conoce como master tape.
Un máster grabado con un multipistas y partir del cual se realiza el proceso de producción (o grabado en vivo para luego mezclarlo) se conoce como un «máster multipistas». Cuando la cinta o disco contiene una mezcla (en mono, estéreo o surround) se llama un «máster de mezcla».
Los discos compactos permiten grabar los datos del máster en formato de audio o de datos. También permiten remezclar el contenido. A los másteres en CD normalmente se les llama «gold master». El origen de este término no está claro.
Es una práctica habitual hacer una copia del máster de grabación, que es conocida como copia de seguridad, por si el máster desaparece o es dañado.